# Viviane Labille
Viviane Labille, coniugata Guillou (Autun, 1º marzo 1958), è un'ex cestista francese.

## Carriera
Con la Francia ha disputato i Campionati del mondo del 1979 e due edizioni dei Campionati europei (1978, 1980).